# Сан-Бартоломе-Соогочо
Сан-Бартоломе-Соогочо (исп. San Bartolomé Zoogocho) — муниципалитет в Мексике, входит в штат Оахака. Население 334 чел. (2015).